# 서울 지장사 칠성도
서울 지장사 칠성도(서울 地藏寺 七星圖)는 서울특별시 동작구 지장사 삼성각에 있는 조선시대의 칠성도이다. 1999년 5월 19일 서울특별시의 문화재자료 제5호로 지정되었다.
인간의 수명을 관장하는 칠성신앙을 그림으로 도설하고 있는 불화로 1906년에 그려졌다. 불교가 중국에 전래되면서 도교의 칠성신앙이 흡수돼 있다. 여기서 104위 화엄신중에 포함되었던 칠성이 독립된 신앙으로 분화되면서 하나의 장르로 성립된 불화이다.

## 특색
삼성각이라는 전각이 다른 법당에 비해 작은 규모로 지어져서 상대적으로 불화의 크기도 가로로 긴 형태를 취하는 것이 일반적인 경향이나, 지장사의 칠성도는 상하 2단의 단순한 구성으로 말미암아 가로의 길이가 더욱 길어 보이는 것처럼 느껴진다. 상하 2단의 수평적인 구도의 배치, 전체적으로 근엄함이 사라진 존상의 표현, 경직된 형태와 선의 처리, 탁한 색채의 사용 등 20세기초의 불화 양식을 보여주고 있는 불화이다.

## 제작자
1906년에 조성된 이 그림은 조곡당 의정 등이 화주가 되어 화승 보암당 긍법이 제작하였다. 긍법은 경선당 응석과 함께 서울지역 불화승들의 본산이라 할 만한 수락산 흥국사의 승려로 왕성한 활동을 펼친 화사 중의 한분이다.

## 그림 내용
화면의 중앙에는 본래 북두의 칠성이던 금륜보계치성광여래불이 자리하고 있는데, 2중의 테두리 안에 녹색으로 처리된 두광과 금색의 원형으로 표현된 신광이 묘사되고 있다.
치성광여래의 좌우에는 일광보살과 월광보살이 합장한 채 마주보고 서 있는 형태를 취하고 있는데, 일광보살은 관에 붉은 색의 해를, 월광보살은 노란색의 달을 표현하고 있어 쉽게 알아볼 수 있게 하고 있다.
이 그림은 치성광여래와 협시인 일광·월광보살을 중심으로 상하 2단의 간결한 구도로 이루어지고 있다.
상단에는 운의통증여래불·광음자재여래불·금색성취여래불·최승길상여래불·광달지변여래불·법해유희여래불·약사유리광여래불 일곱 여래불이 도설되어 칠성탱화의 일반적인 특징을 반영하고 있다.
칠여래는 정면을 바라보고 있는 형태로 동일하게 그려지고 있으며, 거의 흡사한 상호, 같은 체격의 신체표현 등 법의에 나타난 미세한 차이를 제외하면 마치 도장으로 찍은 듯 비슷한 형태로 묘사되고 있다. 7여래의 두광은 탁하여 금빛의 테두리가 없다면 채운의 배경과 구별하기 어려울 정도이다.
하단에는 북두 제1탐랑성군, 북두 제2거문성군, 북두 제3녹존성군, 북두 제4문곡성군, 북두 제5겸진성군, 북두 제6무곡성군, 북두 제7파군성군의 칠원성군을 묘사하고 있다. 칠원성군은 상단의 7여래와 같이 일렬로 묘사되고 있으나 얼굴은 2위씩 좌우로 바라보고 있으며, 손에는 홀을 쥐고 있는 형상이다. 7여래가 거의 동일하게 정면을 취하고 있는 것과는 달리 측면을 바라보고 있어 다소의 변화가 살펴지고, 천의의 표현에 있어서도 형태와 채색에 있어 미세한 차이를 주고 있다.